# Mohamed Ennaceur
Ne doit pas être confondu avec Mohamed Naceur ou Mohamed Ennacer Latrèche.
Mohamed Ennaceur (arabe : محمد الناصر), né le 21 mars 1934 à El Jem, est un homme d'État tunisien.
Il est ministre des Affaires sociales à deux reprises sous le régime du président Habib Bourguiba, dans les gouvernements Nouira et Mzali.
Après la révolution de 2011, il assume à nouveau cette fonction en 2011, au sein du gouvernement d'union nationale de Mohamed Ghannouchi puis dans celui de Béji Caïd Essebsi. En 2014, il est élu président de la nouvelle Assemblée des représentants du peuple. À ce titre, il devient président de la République par intérim le 25 juillet 2019, après la mort du président Béji Caïd Essebsi ; il exerce la fonction jusqu’au 23 octobre suivant, date à laquelle Kaïs Saïed lui succède.

## Biographie

### Études

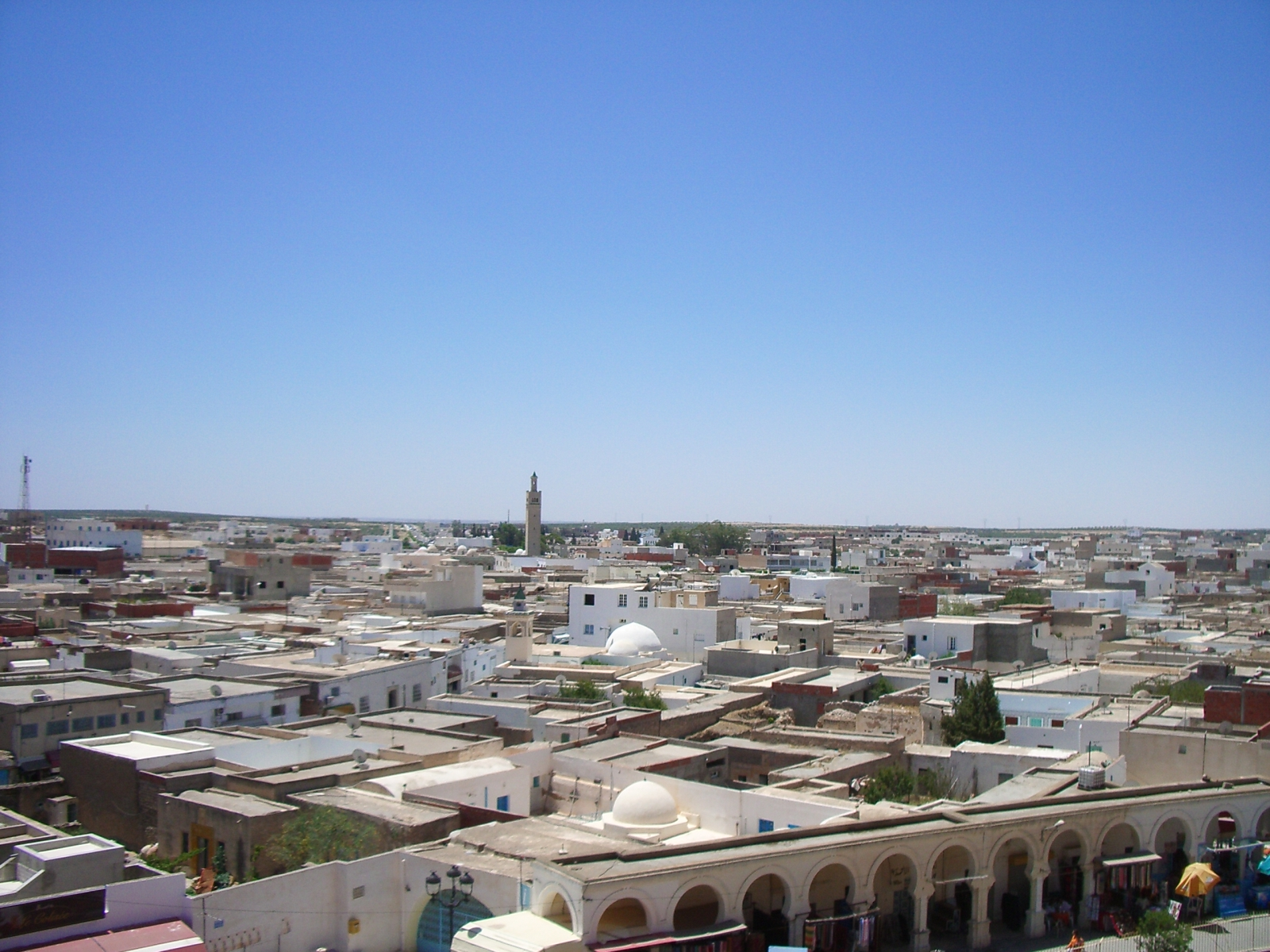
El Jem, ville natale de Mohamed Ennaceur.

Mohamed Ennaceur naît le 21 mars 1934 à El Jem, une ville du Sahel tunisien. Il est diplômé de l'Institut des hautes études de Tunis (ar) et d'un doctorat en droit social de l'université Panthéon-Sorbonne. Sa thèse porte sur l'Organisation internationale du travail et l'évolution du droit social en Tunisie et en Libye.

### Carrière professionnelle

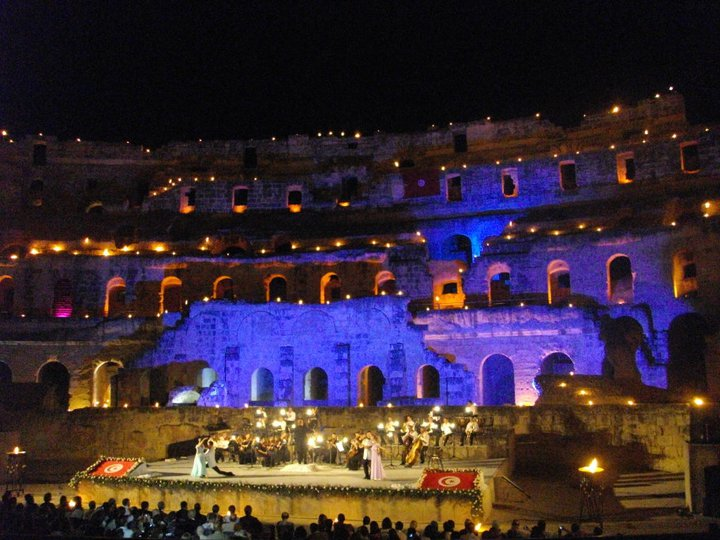
Festival d'El Jem fondé par Ennaceur en 1985.

Mohamed Ennaceur commence sa carrière comme commissaire général de l'Office des travailleurs tunisiens à l'étranger, entre 1973 et 1974.
À partir de 2000, il est auditeur social et consultant international. En 2005, il devient coordinateur des activités du Pacte mondial en Tunisie.
Il a fondé et dirige l'Association tunisienne de droit social (à partir de 1985), la Revue tunisienne de droit social, l'Institut de l'audit social de Tunisie et le Festival international de musique symphonique d'El Jem. Il est aussi vice-président de la Société internationale du droit du travail et de la sécurité sociale, président de l'Institut Social Consult, membre de l'Institut international de l'audit social et conseiller du Centre d'études prospectives et stratégiques de Paris.
Membre du conseil d'administration de l'Unicef (1963-1964) et de l'Institut de recherche des Nations unies pour le développement social (1966-1972), il est aussi coordinateur du groupe africain à l'Organisation mondiale du commerce (1991-1996) et préside la Conférence mondiale de l'emploi (1976) et le bureau des Affaires sociales de la Ligue arabe (1980-1983).
Il travaille par ailleurs dans plusieurs instances spécialisées dans les droits de l'homme.

### Parcours politique

#### Gouverneur puis ministre
Mohamed Ennaceur est nommé gouverneur de Sousse le 7 septembre 1972, et occupe le poste jusqu'au 8 juin 1973. Ensuite, il est à deux reprises ministre des Affaires sociales, de 1974 à 1977 et de 1979 à 1985.
Il est à la tête du Conseil économique et social de 1985 à 1991. Entre 1991 et 1996, il dirige la mission permanente de la Tunisie auprès de l'Office des Nations unies à Genève, puis dirige successivement plusieurs agences d'organisations internationales.
À la suite de la révolution de 2011, il est nommé à nouveau ministre des Affaires sociales dans le gouvernement d'union nationale de Mohamed Ghannouchi puis dans celui de Béji Caïd Essebsi.
Le 9 février 2014, il rejoint le parti de Caïd Essebsi, Nidaa Tounes, dont il est désigné vice-président.

#### Président de l'Assemblée des représentants du peuple

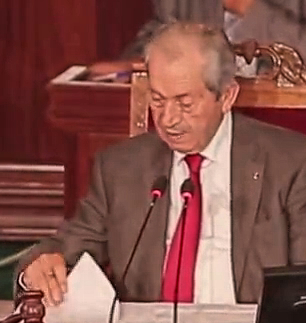
Ennaceur présidant une séance plénière à l'Assemblée des représentants du peuple, le 25 novembre 2015.

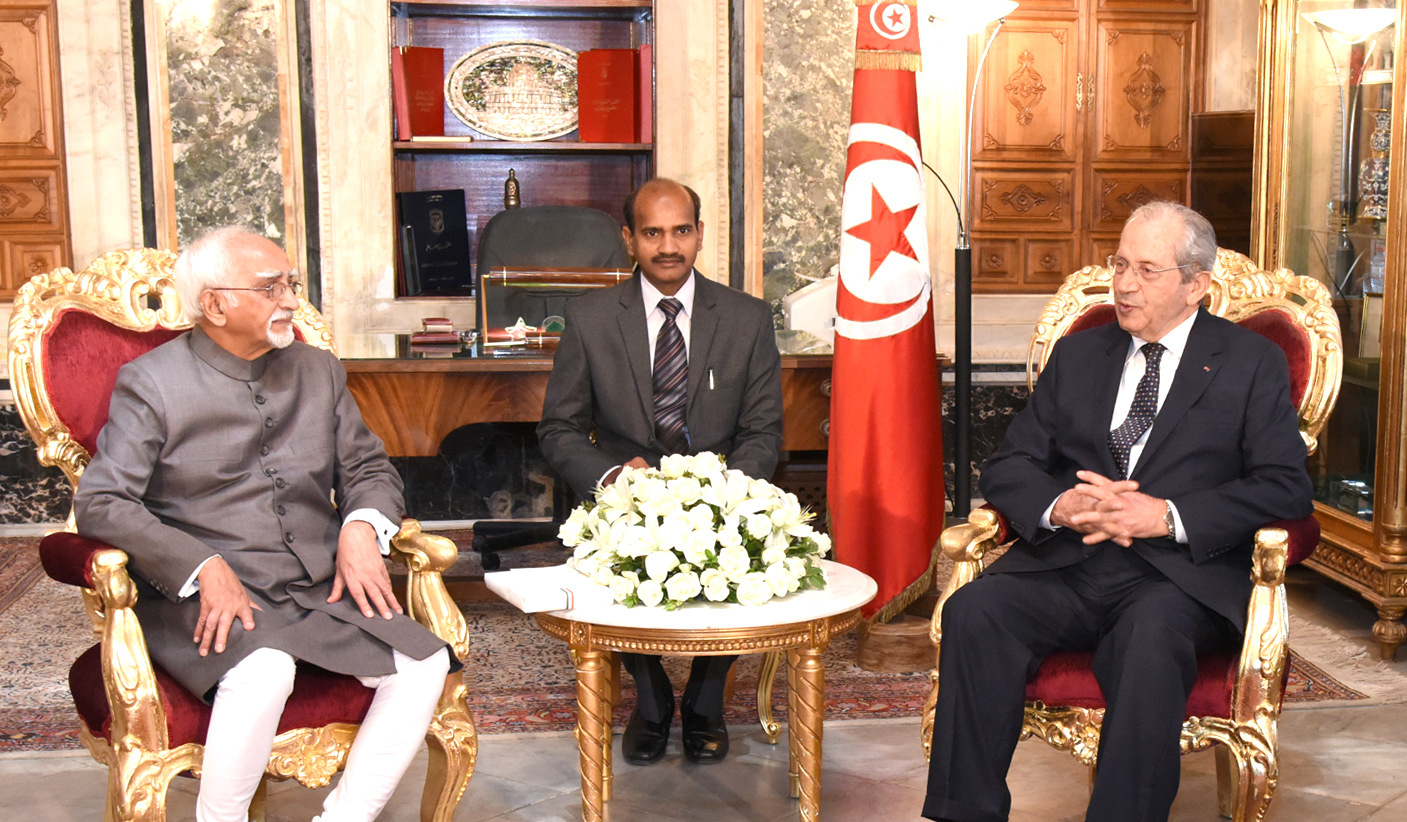
Ennaceur avec le vice-président indien, Hamid Ansari, en 2016.

Le 4 décembre 2014, il est élu président de l'Assemblée des représentants du peuple après avoir recueilli 176 voix sur un ensemble de 217 voix. Il devient ainsi le premier président du parlement après l'adoption de la Constitution de 2014. Durant son mandat parlementaire, réputé pour son sens du compromis et du dialogue, il dirige la commission du consensus.
Le 31 décembre, à la suite de l'investiture de Béji Caïd Essebsi en tant que président de la République, il lui succède, à titre intérimaire, à la tête de Nidaa Tounes et ce jusqu'à la tenue de d'un congrès électif et l'élection d'un nouveau président. Il y est maintenu en mai 2015, et trois vice-présidents sont nommés. Il reste ainsi en fonction jusqu'en janvier 2016.
À l'occasion de l'ouverture de la semaine de la Tunisie à Bruxelles, le 2 mai 2017, il appelle à un plan Marshall européen en faveur de la Tunisie qui pourrait prendre la forme d'un programme d'investissement spécifique et privilégié. Le 31 juillet, il déclare que tous les Tunisiens devraient se sentir représentés au sein du parlement.
Le 22 juin 2019, il est hospitalisé après un malaise. Il reprend ses fonctions le 27 et convoque en urgence les présidents des groupes parlementaires pour des consultations après la malaise du président Caïd Essebsi et les deux attentats terroristes islamistes à Tunis.

#### Président de la République par intérim
Le 25 juillet 2019, après la mort de Béji Caïd Essebsi et conformément aux dispositions de la Constitution, il devient président par intérim,, pour une période de 45 à 90 jours maximum, après constatation de la vacance définitive du poste par l'Instance provisoire chargée du contrôle de la constitutionnalité des projets de loi,.
À l'occasion de la Fête de la République, le 30 juillet, il gracie 2 337 prisonniers, dont 474 sont libérés et 1 873 autres voient leurs peines réduites. Le lendemain, il convoque le corps électoral pour l'élection présidentielle anticipée. Il est investi le 1er août.
À l'issue du second tour de la présidentielle, le constitutionnaliste Kaïs Saïed est élu président de la République,. Celui-ci est investi le 23 octobre, ce qui correspond à la durée maximale de l'intérim présidentiel de 90 jours. Peu après, Mohamed Ennaceur lui transfère les pouvoirs présidentiels au palais présidentiel de Carthage,.

### Après la présidence
Le 7 août 2020, il est reçu par le chef du gouvernement désigné, Hichem Mechichi, dans le cadre des consultations pour former un nouveau gouvernement. Il conseille à celui-ci de convoquer un congrès national rassemblant les syndicats et la classe politique afin de lutter contre la crise.

### Vie privée
Mohamed Ennaceur est marié à Siren Ennaceur, originaire de Bergen en Norvège. Il épouse celle-ci alors qu'elle est âgée de 19 ans, après l'avoir rencontrée à Paris à l'âge de 16 ans. Elle devient ensuite présidente de l'Association tunisienne de santé mentale.
Il est père de cinq enfants. Son fils Slim, nageur, scénographe et décorateur, meurt en 2013.

## Décorations
- Grand cordon de l'ordre de l'Indépendance (Tunisie)[31]
- Grand cordon de l'ordre de la République (Tunisie)[32]
- Grand officier de l'ordre d'Orange-Nassau (Pays-Bas)[33],[34]
- Grand-croix de l'ordre de Mérite du grand-duché de Luxembourg[34]
- Grand cordon de l'ordre de Léopold (Belgique)[33]
- Grand officier de l'ordre du Mérite de France[33]
- Grand officier de l'ordre national (Côte d'Ivoire)[33]
- Chevalier commandeur de l'ordre de l'Empire britannique[33]
- Commandeur de l'ordre du Mérite de la République fédérale d'Allemagne[33]

## Distinctions
- Hommage de l'Union générale tunisienne du travail[35],[36]
- Hommage du ministère de la Culture[37]
- Meilleure personnalité politique en 2019 selon le magazine Tunivisions[38]
- Prix Hannibal (Tunisie, 2024)[39]

## Publications
- Deux Républiques, une Tunisie, Tunis, Leaders, 2021[40].